# Chileense kievit
De Chileense kievit (Vanellus chilensis) is een vogel uit de familie van kieviten en plevieren (Charadriidae). De Chileense kievit komt voor in heel Zuid-Amerika met uitzondering van de Andes en het Amazonegebied.

## Biotoop
De Chileense kievit heeft een voorkeur voor open grasland en heeft om deze reden veel geprofiteerd van de toename van de veeteelt in Zuid-Amerika. Behalve op het vasteland van Zuid-Amerika komt de vogel sinds 1961 ook voor op Trinidad en sinds 1974 op Tobago.
De vogel broedt net als de kievit, die in Europa voorkomt, op een simpel nest gelegen in het gras, maar ook wel op net omgeploegd land. Ook lijkt de manier van vliegen en de manier van het verdrijven van roofdieren op de manier van de (Europese) kievit.
Buiten de broedtijd verblijft de Chileense kievit vooral in natte gebied, waar deze vooral ‘s nachts om eten, voornamelijk insecten zoekt.
De soort telt vier ondersoorten:
- V. c. cayennensis: noordelijk Zuid-Amerika.
- V. c. lampronotus: van centraal en oostelijk Brazilië tot noordelijk Chili en noordelijk Argentinië.
- V. c. fretensis: zuidelijk Chili en zuidelijk Argentinië.
- V. c. chilensis: centraal Chili en het westelijk deel van Centraal-Argentinië.

## Uiterlijk
De vogel is ongeveer eenendertig tot drieëndertig centimeter lang en weegt zo’n 295 gram. De bovenkant van de vogels is grotendeels bruingrijs, met een bruine glans op de schouders. De kop van de vogel is grotendeels grijs, maar het voorhoofd is zwart. Ook zijn de keel en de hierin overgaande borst van de vogel zwart. Het zwart op de vogel wordt begrensd door een witte streek. De overige onderkant van de vogels is voornamelijk wit, maar de staart is zwart. De poten, oogring en snavel van de vogel zijn rozeachtig van kleur.

## Status
De grootte van de populatie is in 2019 geschat op 5-50 miljoen volwassen vogels. Op de Rode lijst van de IUCN heeft deze soort de status niet bedreigd.